# مات ماكغوري
مات ماكغوري هو ممثل أمريكي ولد في 12 أبريل 1986.